# Рэнкин, Джанет
Джанет Пикеринг Рэнкин (англ. Jeannette Pickering Rankin; 11 июня 1880, возле Мизулы, США — 18 мая 1973, Кармел, США) — американский общественный деятель и политик, член Палаты представителей Конгресса США от штата Монтана. Первая женщина, избранная в Конгресс США — за 3 года до того, как американки получили избирательные права, гарантированные Конституцией; единственный член Конгресса, который голосовал против вступления США как в Первую, так и во Вторую мировую войну.

## Биография
Джанет Рэнкин родилась на ранчо возле Мизулы (территория Монтана). Она была старшей дочерью в семье Олив Пикеринг Рэнкин и Джона Рэнкина. В 1902 году Рэнкин окончила Университет Монтаны со степенью бакалавра биологии. В 1908—1909 году училась в Нью-йоркской школе филантропии. С 1910 года работала в Вашингтонском университете в Сиэтле. Здесь она стала членом Национальной американской ассоциации суфражисток. Благодаря её усилиям в 1914 году в Монтане было введено избирательное право для женщин.
В 1917 году Рэнкин выиграла выборы в Палату представителей Конгресса США, став первой женщиной в Конгрессе. В том же году она, будучи пацифисткой, голосовала против вступления США в Первую мировую войну. Рэнкин заявила: «Я хочу поддержать свою страну, но не могу голосовать за войну» (I want to stand by my country, but I cannot vote for war). После неудачных выборов в Сенат она занималась общественной деятельностью.
В 1941 году Рэнкин во второй раз избрали в Конгресс, где она выступала против отправки вооружённых сил США за пределы западного полушария. После атаки на Перл-Харбор, когда Конгресс обсуждал вопрос о вступлении в войну, Рэнкин единственная голосовала против. Она объясняла: «Как женщина я не могу идти на войну, и я отказываюсь отправлять туда других» (As a woman I can’t go to war, and I refuse to send anyone else). Таким образом, она стала единственным членом Конгресса, который голосовал против вступления США как в Первую, так и во Вторую мировую войну.
После работы в Конгрессе Рэнкин занималась борьбой за мир и за права женщин. В 1968 году она организовала марш протеста против Войны во Вьетнаме, в котором участвовало 5000 человек. Джанет Рэнкин умерла в Кармеле (Калифорния).
В 1985 году в Капитолии была установлена статуя Рэнкин. В 2004 году была поставлена пьеса «A Single Woman», основанная на биографии Рэнкин, а в 2009 году по этой пьесе был снят фильм. Журнал «Time» включил Рэнкин в список десяти самых влиятельных молодых политиков США.

## Активизм и избирательное движение
В возрасте 27 лет Рэнкин переехала в Сан-Франциско, чтобы заняться социальной работой, новой и всё ещё развивающейся областью. Уверенная, что она нашла свое призвание, она поступила в «нью-йоркскую школу филантропии в Нью-Йорке» с 1908 по 1909 год. После короткого периода в качестве социального работника в Спокане, штат Вашингтон, Ранкин переехала в Сиэтл, чтобы поступить в Вашингтонский университет, и стала участвовать в женском избирательном движении. В ноябре 1910 года вашингтонские избиратели одобрили поправку к конституции своего штата, чтобы предоставить женщинам постоянное право голоса. Вернувшись в Нью-Йорк, Рэнкин стала одним из организаторов Нью-йоркской женской избирательной партии, которая объединилась с другими организациями избирательного права для продвижения аналогичного избирательного закона в законодательном органе этого штата. В течение этого периода Рэнкин также отправилась в Вашингтон, чтобы лоббировать «Конгресс от имени Национальной американской ассоциации избирательных прав женщин» (англ. NAWSA).
Рэнкин вернулась в Монтану и поднялась в рядах организаций, занимающихся продвижением избирательных прав, став президентом «Ассоциации избирательных прав женщин Монтаны» (англ. The Montana Women’s Suffrage Association) и национальным полевым секретарем NAWSA. В феврале 1911 года она стала первой женщиной, выступившей перед законодательным собранием штата Монтана в поддержку предоставления избирательных прав женщинам в её родном штате. В ноябре 1914 года Монтана стал седьмым штатом, который предоставлял женщинам в США неограниченное право голоса. Рэнкин координировала усилия различных общественных организаций по продвижению своих избирательных кампаний в Нью-Йорке и Монтане, а затем и в Северной Дакоте. Позже она будет использовать аналогичную инфраструктуру на фундаментальном этапе во время своей кампании в Конгрессе 1916 года.
Позже Рэнкин сравнила свою работу в женском избирательном движении с пропагандой пацифистской внешней политики, которая определила её карьеру в Конгрессе. Она, как и другие суфражистами того периода, считала, что коррупция и дисфункция правительства Соединенных Штатов возникли из-за недостаточного участия женщин. Как она сказала на комиссии по разоружению в межвоенный период: «Проблема мира — это проблема женщины» (англ. «The peace problem is a woman’s problem»).

## Память
В 2008 году о ней был снят фильм «Одинокая женщина».